# Salomon Alkabetz
Rabbi Chelomo ben Moché HaLevi Alkabetz (1505, Salonique - 1584, Safed) est l'un des plus grands kabbalistes et poètes mystiques de son temps.
Auteur du piyyout, poème liturgique, Lekha Dodi. Il fut un contemporain et ami de Rabbi Yossef Karo, auteur du Choulhan Aroukh.
Son commentaire sur le Livre de Ruth, Chorech Yichaï, publié en 1561, est cité par presque tous les commentateurs de Ruth qui le suivront.
Il est souvent cité dans Igueret Chemouel, Lehem Dima et d'autres commentateurs qui se réfèrent à lui sous plusieurs noms : « Rachba HaLevi », « Rabbi Chelomo HaLevi », « Harav Ibn Alkabetz ». Le nom hébraïque des lévites est toujours suivi par Ha-Levi, le lévite. Salomon Alkabetz, l'auteur du poème liturgique Lekha Dodi, y a inscrit son nom hébraïque en acrostiche : שלמה הלוי (Salomon le lévite).
Il envoya à son beau-père son commentaire sur le Livre d'Esther, Manot Halevi, qu'il avait terminé, en guise de Michloah Manot (cadeau de Pourim), cette année-là. On reçut le cadeau avec enthousiasme et comme plus précieux que des cadeaux d'or et d'argent.
Il écrit des commentaires sur presque toute la Bible, la Haggada de Pessah, la Kabbale, et fut un important Païtane (auteur de poèmes liturgiques). Son commentaire kabbalistique sur Chir Hachirim (Cantique des cantiques), Ayelet Ahavim, a été publié pour la première fois à Safed en 1553.
Son piyyout Lekha Dodi parle des souffrances du peuple juif et de ses aspirations à la Rédemption. Aucun autre piyout, probablement, n'a atteint la popularité de Lekha Dodi ; il est récité tous les vendredis soir par toutes les communautés juives, dans le monde entier.